# Campionato del mondo di calcio da tavolo 1993
Il Campionato del mondo di calcio da tavolo 1993 (1st F.I.S.T.F. European Championships) si tenne a Verviers.

## Medagliere
| Pos. | Paese       | Oro | Argento | Bronzo | Totale |
| ---- | ----------- | --- | ------- | ------ | ------ |
| 1    | Belgio      | 2   | 2       | 2      | 6      |
| 2    | Francia     | 2   | 1       | 1      | 4      |
| 3    | Danimarca   | 0   | 1       | 0      | 1      |
| 4    | Portogallo  | 0   | 0       | 2      | 2      |
| -    | Grecia      | 0   | 0       | 2      | 2      |
| 6    | Paesi Bassi | 0   | 0       | 1      | 1      |

## Categoria Open

### Gruppo A
- Kari Hakarainen  -  Renzo Frignani 0-3
- Horst Deimel  -  Kostas Triantafillou 2-2
- Renzo Frignani  -  Horst Deimel 2-2
- Kostas Triantafillou  -  Kari Hakarainen 6-1
- Renzo Frignani  -  Kostas Triantafillou 4-0
- Kari Hakarainen  -  Horst Deimel 0-5

### Gruppo B
- Rob King  - Bjarke Kjaerhus Larsen ( 1-3
- Thierry Vivron  -  Daniel Gübeli 1-1
- Bjarke Kjaerhus Larsen  -  Thierry Vivron 1-3
- Daniel Gübeli  -  Rob King 3-0
- Bjarke Kjaerhus Larsen  -  Daniel Gübeli 1-0
- Rob King  -  Thierry Vivron 0-7

### Gruppo C
- Eric Hinkelmann  -  Frits Vendebaek 3-1
- René Bolte  -  Felix Gübeli 1-2
- Eric Hinkelmann  -  Felix Gübeli 4-0
- René Bolte  -  Frits Vendebaek 2-0
- Eric Hinkelmann  -  René Bolte 0-1
- Felix Gübeli  -  Frits Vendebaek 1-0

### Gruppo D
- Bruno Massart  -  Fernando Basto 3-0
- Kostas Kechris  -  Dave Baxter 0-0
- Bruno Massart  -  Dave Baxter 1-0
- Kostas Kechris  -  Fernando Basto 0-0
- Bruno Massart  -  Kostas Kechris 2-1
- Dave Baxter  -  Fernando Basto 0-0

### Gruppo E
- Dominique Demarco  -  Pierluigi Bianco 1-0
- Patrick De Jong  -  Paulo Sobral 2-4
- Dominique Demarco  -  Paulo Sobral 1-0
- Patrick De Jong  -  Pierluigi Bianco 3-2
- Dominique Demarco  -  Patrick De Jong 2-2
- Pierluigi Bianco  -  Paulo Sobral 1-0

### Gruppo F
- Christophe Fuseau  -  B. Edmunds 15-0
- Greg Dand  -  N. Novotny 5-1
- Christophe Fuseau  - N. Novotny 7-0
- Greg Dand  -  B. Edmunds 11-1
- Christophe Fuseau  - Greg Dand  3-1
- N. Novotny  -  B. Edmunds 8-0

### Ottavi di Finale
- Renzo Frignani  -  Paulo Sobral 1-1* d.c.p.
- Bjarke Kjaerhus Larsen  -  René Bolte 1-5
- Christophe Fuseau  -  Patrick De Jong 4-1
- Bruno Massart  -  Kostas Triantafillou 3-2 d.t.s.
- Eric Hinkelmann  -  Daniel Gübeli 3-2
- Dominique Demarco  - Greg Dand  2-1
- Horst Deimel  -  Kostas Kechris 1-2
- Thierry Vivron  -  Felix Gübeli 0-1

### Quarti di Finale
- Paulo Sobral  -  René Bolte 2-1
- Christophe Fuseau -  Bruno Massart 2-1
- Eric Hinkelmann  -  Dominique Demarco 0-1
- Felix Gübeli  -  Kostas Kechris 2-2* d.c.p.

### Semifinali
- Paulo Sobral  -  Christophe Fuseau 1-2 d.t.s.
- Kostas Kechris  -  Dominique Demarco 2-2* d.c.p.

### Finale
- Dominique Demarco  -  Christophe Fuseau 0-1

## Categoria Under20

### Gruppo A
- Alexis Vasiliou  -  Vasco Guimarães 1-2
- Emman Lafontaine  -  C. Valentin 1-1
- Vasco Guimarães  -  Emman Lafontaine 3-1
- Alexis Vasiliou  -  David Ruelle 0-3
- Alexis Vasiliou  -  C. Valentin 1-1
- Vasco Guimarães  -  David Ruelle 1-2
- C. Valentin  -  Vasco Guimarães 0-6
- Emman Lafontaine  -  David Ruelle 1-1
- David Ruelle  -  C. Valentin 4-1
- Emman Lafontaine  -  Alexis Vasiliou 4-0

### Gruppo B
- P.J. Bot  -  A. Watt 0-1
- Josè Santos  -  Giannis Sioutis 1-0
- A. Watt  -  Josè Santos 0-1
- Giannis Sioutis  -  P.J. Bot 0-0
- A. Watt  -  Giannis Sioutis 1-0
- P.J. Bot  -  Josè Santos 1-4

### Gruppo C
- Fabian Brau  -  Morten Andersen 3-0
- Michael Mayes  -  Ouabi Rouis 0-0
- Morten Andersen  -  Michael Mayes 3-0
- Ouabi Rouis  -  Fabian Brau 0-2
- Morten Andersen  -  Ouabi Rouis 2-1
- Fabian Brau  -  Michael Mayes 4-0

### Quarti di Finale
- David Ruelle  -  Giannis Sioutis 8-0
- Josè Santos  -  Morten Andersen 0-4
- Fabian Brau  -  Emman Lafontaine 6-0
- Vasco Guimarães  -  A. Watt 6-0

### Semifinali
- David Ruelle  -  Morten Andersen 2-3
- Fabian Brau  -  Vasco Guimarães 3-2

### Finale
- Fabian Brau  -  Morten Andersen 2-0

## Categoria Under16

### Gruppo A
- Spyros Nitis  -  Fayçal Rouis 3-2
- Bertrand Sartisse ( -  Chris Thomas 6-0
- Bertrand Sartisse ( -  Fayçal Rouis 3-0
- Spyros Nitis  -  Chris Thomas 1-0
- Fayçal Rouis  -  Chris Thomas 1-1
- Bertrand Sartisse ( -  Spyros Nitis 7-0

### Gruppo B
- Rasmus Mikkelsen  -  Dave Allen 3-1
- Giosi Centritto  -  Radek Cajnik 2-1
- Giosi Centritto  -  Dave Allen 5-1
- Rasmus Mikkelsen  -  Radek Cajnik 6-1
- Dave Allen  -  Radek Cajnik 5-1
- Giosi Centritto  -  Rasmus Mikkelsen 3-1

### Gruppo C
- M. Kjaerq  -  Maikel De Haas 4-1
- Frédéric Dross  -  Dave Lauder 6-0
- M. Kjaerq  -  Dave Lauder 12-2
- Frédéric Dross  -  Maikel De Haas 4-0
- Maikel De Haas  -  Dave Lauder 1-0
- Frédéric Dross  -  M. Kjaerq 3-0

### Quarti di Finale
- Bertrand Sartisse ( -  Rasmus Mikkelsen 5-1
- Giosi Centritto  -  M. Kjaerq 4-1
- Frédéric Dross  -  Dave Allen 3-1
- Spyros Nitis  -  Maikel De Haas 4-1

### Semifinali
- Bertrand Sartisse  -  Giosi Centritto 5-1
- Spyros Nitis  -  Frédéric Dross 1-1*sh

### Finale
- Bertrand Sartisse  -  Frédéric Dross 1-0

## Categoria Femminile

### Gruppo A
- Delphine Dieudonne  -  Liesbeth Huyers 2-0
- L. Taylor (Ing) -  Veronique Garnier 0-1
- Delphine Dieudonne  -  Veronique Garnier 4-2
- L. Taylor  -  Liesbeth Huyers 2-0
- Delphine Dieudonne  -  L. Taylor 1-0
- Veronique Garnier  -  Liesbeth Huyers 2-0

### Gruppo B
- Ingrid Lips  -  Caroline Pennequin 4-0
- Françoise Guyot  -  Caroline Pennequin 4-0
- Françoise Guyot  -  Ingrid Lips 3-0

### Semifinali
- Delphine Dieudonne  -  Ingrid Lips 4-3 d.t.s.
- Françoise Guyot  -  Veronique Garnier 0-0* d.c.p.

### Finale
- Delphine Dieudonne  -  Veronique Garnier 0-3